# علم المعادن
علم المعادن أو علم المعدنيات هو موضوع الجيولوجيا المتخصصة في الدراسة العلمية للتركيب الكيميائى والتركيب البلوري والخصائص الفيزيائية (بما في ذلك البصرية) للمعادن والتحف المعدنية. تشمل دراسات محددة في علم المعادن عمليات منشأ المعادن وتشكيلها وتصنيفها، وتوزيعها الجغرافي، وكذلك استخدامها.
العلم يعنى بموادة طبيعية صلبة وغير عضوية، لها مكونات كيميائية معينة، وبناء بلوري محدد، وغالبا ما يمثل البناء الداخلي المنتظم شكل البلورة نفسها. للمعدن مثل:
- الصلابة
- الوزن النوعي أو الكثافة
- الانفصام البلّوري
- اللون
- لون المخدش
- البريق
- الشفافية

وتوجد المادة الكيميائية على صورة بلورة أو أكثر، يختلف كل منها تمام الاختلاف عن الآخر؛ فمثلاً يوجد الكربون في الطبيعة على صورة بلّورات الألماس وهو أصلب البلّورات المعروفة كما يوجد على صورة بلّورة الجرافيت وهو أقل البلّورات صلابة.
وقد تمكن العلماء حتى الآن من وصف أكثر من ألفي معدن مختلف إلا أن جميع المعادن الشائعة التي تدخل في تركيب الصخور وكذلك المعادن الاقتصادية لا تتجاوز مئتي معدن فقط.

## التصنيف الكيميائي للمعادن
يوجد المعدن على شكل مركب فيزيائي يمكن بواسطة التحليل الكيميائي تعيين العناصر المكونة له. كما يمكن أيضا معرفة صيغته الكيميائية وتوجد عدة طرق لتصنيف المعادن، بيد أن التصنيف الكيميائي يعد من أبسط وأشمل الطرق لتقسيم المعادن وأهمها، وهو التصنيف المتبع في معظم الجامعات ومتاحف الجيلوجيا وصناعات التعدين في الوقت الحاضر.
وتقسم المعادن من حيث تركيبها الكيميائي إلى عدة مجموعات كما يلي:
- مجموعة المعادن العنصرية: مثل الذهب والماس والكبريت.
- مجموعة الكبريتيدات: وهي الأملاح المعدنية التي يتحد فيها الكبريت مع العناصر الأخرى، مثل الجاليناوالبايرايت
- مجموعة الأكاسيد: وهي الأملاح المعدنية الناتجة عن اتحاد الأكسجين بالعناصر الأخرى، مثل الكوارتز والهيماتايت والليمونايت.
- مجموعة الهاليدات: وهي الأملاح المعدنية التي تتحد عناصرها مع عناصر الهالوجين فلور، كلور، بروم، يود) مثل معدن الهالايت والفلورايت.
- مجموعة الفوسفات: وهي الأملاح المعدنية التي تتحد عناصرها مع مجموعة الفوسفات مثل معدن الأباتايت.
- مجموعة الكربونات: وهي الأملاح المعدنية التي تتحد عناصرها مع مجموعة الكربونات مثل الكالسايت والدولومايت.
- مجموعة الكبريتات: وهي الأملاح المعدنية التي تتحد عناصرها مع مجموعة الكبريتات مثل الانهيدرايت والجبس.
- مجموعة السيليكات: وهي الأملاح المعدنية التي تتكون نتيجة اتحاد مجموعة السيليكا مع عنصر أو أكثر. وتعد السيليكات من أكبر مجموعات الأملاح المعدنية.

## اقرأ أيضاً
- تضمين (علم المعادن)
- زائف الشكل